# دوئلا دنت
دوئلا دنت (به انگلیسی: Duela Dent) یک شخصیت خیالی در کتاب‌های کامیک آمریکایی منتشر شده توسط دی‌سی کامیکس است. شخصیت دوئلا دنت توسط باب روزاکیس و مارگریت بنت خلق شده‌است که برای اولین بار در شمارهٔ ۶ از مجموعه خانوادهٔ بتمن (۱۹۷۶) حضور پیدا کرد. او که تحت نام مستعار دختر جوکر معرفی شده‌است، به عنوان دختر چندین شخصیت ابرشرور در دنیای دی‌سی از جمله: جوکر، مترسک، پنگوئن، ریدلر، دوچهره و زن گربه‌ای به‌شمار می‌رود. او همچنین از نام‌های مستعار دیگری همچون کت‌گرل، دختر ریدلر، دختر پنگوئن، کارد کویین و هارلی‌کویین استفاده کرده‌است. دوئلا عضو سابق تیم‌های جوخه انتحار، تایتان‌های نوجوان، و تیم همتای آن تایتان‌های شرقی است.
الساندرا توره‌سانی نقش دوئلا دنت را در ارو ورس و مجموعه تلویزیونی بت وومن ایفا کرده‌است. اولیویا رز کیگان نیز نقش او را در شوالیه‌های گاتهام بازی کرده‌است.